# Maigret et le Tueur
Maigret et le Tueur est un roman policier de Georges Simenon publié en 1969. Il fait partie de la série des Maigret. Son écriture s'est déroulée entre les 15 et 21 avril 1969.
Le récit se déroule à Paris (quartier de la Bastille, île Saint-Louis) et à Jouy-en-Josas, dans les années 1960 ; l’enquête se déroule du 18 au 26 mars.
Le roman comporte deux intrigues : le meurtre du début entraîne la police vers une fausse piste ; la deuxième partie, plus courte, s’attache à la description du cas pathologique du tueur et met l’accent sur la compréhension dont celui-ci a besoin.

## Résumé
- Mise en place de l’intrigue

Antoine Batille, qui vient d'être assassiné de sept coups de couteau rue Popincourt, avait la manie de collectionner des conversations à l'aide d'un magnétophone portatif, comme d'autres prennent des photos. Il était persuadé qu'il étudiait ainsi l'homme sur le vif et qu'il faisait des recherches psychologiques. Cette passion l'amenait à fréquenter certains bars et cafés assez louches.
L'a-t-on tué parce qu'il a surpris une conversation compromettante ? L'assassin ne lui a pourtant pas dérobé son appareil. En tout cas, l'écoute de la dernière cassette enregistrée par le jeune homme met la police sur la piste d'une bande de voleurs de tableaux dont quatre membres sont arrêtés.
- Enquête policière

Les journaux s'emparent de l'affaire du vol et la mettent tout naturellement en rapport avec l'assassinat de Batille. Un inconnu se manifeste alors en écrivant à la rédaction des journaux et en téléphonant à Maigret pour revendiquer le meurtre, indigné que les journaux puissent diffuser des informations fausses. Maigret pourrait faire rechercher et arrêter rapidement cet inconnu, mais il pressent chez lui un drame personnel et préfère attendre qu'il se livre lui-même.
Quatre jours se passent durant lesquels le suspect téléphone souvent au commissaire pour trouver auprès de lui de la compréhension et du réconfort.
- Dénouement et révélations finales

Il vient enfin personnellement se confier à Maigret, préférant son domicile du boulevard Richard-Lenoir aux locaux de la P.J., et il tente d'expliquer son cas. Enfant déjà, Robert Bureau, lorsqu'il était en butte à une contrariété, avait envie de tuer et l'a fait une fois à quatorze ans en assassinant un adolescent de son âge, crime pour lequel il n'a pas été inquiété. Ce besoin de tuer, en même temps que la peur de frapper à nouveau, l'a poursuivi jusqu'à aujourd'hui, mais il a toujours pu dominer ses pulsions meurtrières, sauf cette nuit où il a assassiné Batille qu'il ne connaissait pas. Il ne comprend pas ce qu'il considère comme une maladie ; il s'est fait examiner par plusieurs médecins, mais il n'a osé avouer à aucun son envie perpétuelle de tuer. Il pense que son ennemi est l'humanité entière, l'homme, et il ne demande qu'à guérir. Le fait de pouvoir se confier à quelqu'un qui paraît comprendre son drame le soulage déjà...
À la cour d'assises, Bureau est condamné à quinze ans d'emprisonnement, le président déclarant qu'il n'existe pas d'établissements où il « pourrait être soigné efficacement tout en restant sous une stricte surveillance ».

## Personnages
- La victime
  - Antoine Batille : étudiant, 21 ans.
- Les suspects
  - Robert Bureau : employé dans une compagnie d’assurances, célibataire, la trentaine.
  - Gérard Batille : père d’Antoine, propriétaire des parfums et produits de beauté Mylène, la quarantaine.
  - Monique Batille : sœur d’Antoine, étudiante, 18 ans.
  - Julien Mila : chef de la bande de voleurs de tableaux.
  - Émile Branchu : membre de cette bande.

## Éditions
- Prépublication en feuilleton dans le quotidien Le Figaro, no 7737-7762 du 31 juillet au 29 août 1969
- Édition originale : Presses de la Cité, 1969
- Livre de Poche, no 14217, 1998  (ISBN 978-2-253-14217-1)
- Tout Simenon, tome 14, Omnibus, 2003  (ISBN 978-2-258-06055-5)
- Tout Maigret, tome 9, Omnibus, 2019  (ISBN 978-2-258-15050-8)

## Adaptation
- Maigret et le Tueur, téléfilm français de Marcel Cravenne avec Jean Richard, diffusé en 1978.
- Sous le titre Keishi to rokuon mania, téléfilm japonais de Inoue Akira, avec Kinya Aikawa (Commissaire Maigret), diffusé en 1978.

## Sources bibliographiques
- Maurice Piron, Michel Lemoine, L'Univers de Simenon, guide des romans et nouvelles (1931-1972) de Georges Simenon, Presses de la Cité, 1983, p. 394-395  (ISBN 978-2-258-01152-6)